# 翰林大學
翰林大學（韓語：한림대학교） 位于韩国江原特別自治道春川市。学校建于1982年，是所私立综合大学。2011年，亚洲大学在QS世界大学排名亚洲排第116。

## 外部连接
- 翰林大學官方网站 （页面存档备份，存于）